# Єжи Тепліц
Є́жи Бонавенту́ра Те́пліц (пол. Jerzy Bonawentura Toeplitz; 24 листопада 1909, Харків, Російська імперія, зараз Україна — 24 липня 1995, Варшава, Польща) — польський історик кіно, кінокритик і кінознавець. Доктор мистецтвознавства. Двоюрідний брат Кшиштофа Теодора Тепліца.

## Біографія
Походить з єврейської сім'ї. У 1930 році закінчив юридичний факультет Варшавського університету. У 1929–1934 роках активно друкувався у варшавських газетах і журналах. Один з організаторів Товариства аматорів кіно «Старт» (1930). У 1934–1937 роки працював у Великій Британії. У 1937–1939 роки — прес-секретар Головної ради кінопромисловості Польщі. У роки війни і німецької окупації — в еміграції, заробляє на життя приватними уроками англійської мови. У 1945–1948 роки — заступник генерального директора «Фільмове польскі».
У 1948–1972 роки був головою Міжнародної федерації кіноархівів. У 1949–1951 роки — директор Кіношколи в Лодзі, у 1957–1968 роках — її ректор, з 1948 року — професор. У 1958–1968 роки — завідувач сектором теорії і історії кіно Інституту мистецтв Польської Академії Наук. У 1966–1972 віце-президент Міжнародної ради ЮНЕСКО з кіно і телебачення. З 1970 року — в Австралії. В період 1972–1973 років був професором в кампусі Мельбурнського університету Ла Троб. В 1973–1979 роки був засновником і ректором Австралійської кіношколи (Сідней). У 1976–1979 роки — віце-президент Міжнародного центру кіношкіл. У 1980-і роки повертається до Польщі. 
Похований на муніципальному кладовищі на Повязках (Варшава). У 1998 його ім'я було занесено на Алеї зірок в Лодзі.
Постійний член журі Каннського (1958, 1965), Московського (1959, 1961) і Венеційського (1960, 1964) кінофестивалів.

## Твори
- Теплиц, Єжи, История киноискусства (т. 1-5, 1955–1959; русский перевод, т. 1-4, 1968–1974)(рос.)
- Теплиц, Єжи, Кино и телевидение в США (1964, русский перевод 1966)(рос.)
- Jerzy Toeplitz, Spotkania z X Muza, Warsw., 1960
- Jerzy Toeplitz, Dwadzieścia pieć lat filmu Polski Ludowej, Warsw., 1969

## Нагороди
- 1946 — срібний Хрест за Заслуги
- 1979 — Премія ім. Реймонда Лонгфорда[en]
- 1985 — Орден Австралії
- 1993 — почесний доктор мистецтв Кіношколи в Лодзі